# Frank Rosenthal (Manager)
Frank Lawrence „Lefty“ Rosenthal (* 12. Juni 1929 in Chicago, Illinois; † 13. Oktober 2008 in Miami Beach, Florida) war ein US-amerikanischer Spieler und früherer Casino-Manager in Las Vegas. Er wurde mehrere Male wegen gesetzeswidrigen Glücksspiels verhaftet.

## Frühe Jahre in Chicago
Frank Rosenthal wuchs im Westen Chicagos auf, wo er schon in jungen Jahren mit dem Alltagsleben der Amerikanischen Cosa Nostra in Berührung kam. Als er etwa 14 Jahre alt war, verließ er die Schule, um täglich an den Pferderennstrecken sein zu können. Sein Vater besaß zum damaligen Zeitpunkt einige Pferde, die er an diesen Rennbahnen in Chicago laufen ließ. Dies war auch der Ort, der Rosenthal entscheidend prägte, da er nach einer gewonnenen Pferdewette die Entscheidung traf, das Wettgeschäft fortan beruflich zu betreiben. Er erkannte schnell den Wert exklusiver Informationen und begann, diese auch zu kaufen. Gab er dafür zunächst nur wenige Dollar aus, spannte er bald zwei seiner Freunde für diese Aufgabe ein. Auch die morgendliche Lektüre der neuesten Tageszeitungen gehörte dabei zu seinem Pflichtprogramm. Schnell wurden andere Handicapper und Buchmacher auf ihn aufmerksam. Rosenthals Vorbild war dabei die führende Persönlichkeit auf diesem Geschäftsfeld: Hymie the Ace.
Mit 19 Jahren erhielt Rosenthal einen Job bei dem Sportwettenbüro „Angel-Kaplan Sports Service“ im Norden des Chicago Loop. Er war so erfolgreich, dass er vermutlich bereits zu dieser Zeit ein Assoziierter der Verbrecherorganisation Chicago Outfit war; mit Anfang 20 zahlte er jede Woche einen Teil seiner Einnahmen an den Capo Fiore Buccieri.
Zwischenzeitlich heiratete Frank Rosenthal zum ersten Mal. Doch es war eine kurze Ehe mit einer Frau, die noch nicht einmal seine Familie richtig kannte. Auch in dem sonst gut informierten Buch „Casino: Love and Honor in Las Vegas“ von Nicholas Pileggi ist nichts darüber verzeichnet.
In den späten 1950er Jahren verstärkte sich seine Beziehung zu Anthony Spilotro. Diesen kannte Rosenthal bereits seit seiner Jugend, jedoch hatte der Altersunterschied eine engere Freundschaft bis dato verhindert. Im Gegensatz zu Rosenthal konnte Spilotro als Italo-Amerikaner später Mitglied der Mafia werden. Zunächst profitierte er aber ebenso wie andere Mobster des Outfit von Rosenthals Wissen und Informationen bezüglich der Ergebnisse bei Sportarten wie z. B. College Football. Frank Rosenthal war schon Ende der 1950er Jahre in der Lage, auf Spielergebnisse bis zu 50.000 US-Dollar zu setzen. Dabei unterließ er es, das Wort „bet“ (am.: Wette), oder „betting“ (am.: wetten) zu verwenden. Stattdessen nutzte er den Ausdruck „wager“.

## Miami
Aufgrund der Anhörungen vor dem Kefauver Crime Committee, einer gerichtlichen Untersuchung der illegalen Wettbüros und Buchmacher in den USA, entschied Frank Rosenthal im Jahr 1961, dem Druck der örtlichen Polizei in Chicago zu entfliehen und nach Miami zu ziehen.
Zusammen mit zwei Freunden aus Chicago realisierte er dort Wetteinsätze von bis zu 15.000 US-Dollar. Aufgrund seiner Fähigkeiten und dem Können seiner Freunde gelang es ihnen, diesen Einsatz innerhalb einer Saison auf 750.000 US-Dollar zu steigern. So war es ihm zu dieser Zeit auch möglich, einen Einsatz zwischen 20.000 und 30.000 US-Dollar pro Spiel zu platzieren. Rosenthal und seine Assoziierten verfügten über einen sehr guten Informationsfluss, der durch spezielle Telefonleitungen vereinfacht wurde, die es ihm ermöglichten, innerhalb von Sekunden mit allen großen Buchmachern des Landes zu kommunizieren.
Der Name „Lefty“ war umgehend zahlreichen anderen Handicappern und Buchmachern im ganzen Land bekannt, da Rosenthal schon während der Jahre in Chicago mit diesen Leuten gute Geschäftsbeziehungen geführt hatte und diese wussten, dass er ein fairer Partner war. Neben seinen Handicapping-Aktivitäten unterhielten er und sein Vater noch immer einige Rennpferde in Miami, die sie dort auf lokalen Rennbahnen laufen ließen.
Nachdem er sich geweigert hatte, einem gewissen „Eli the Juice Man“ wöchentlich 500 US-Dollar zu bezahlen, hetzte dieser nun die Polizei auf ihn und seine Leute. Auf diese Weise geriet Rosenthal erstmals mit dem Gesetz in Konflikt und wurde mehrere Male wegen illegaler Buchmacherei verhaftet. Seine Freundschaft zu Anthony Spilotro wurde in den Jahren in Miami noch enger, da dieser sich oft in der Stadt aufhielt, um einen großen Buchmacherring des Chicago Outfit zu überwachen. Spilotro sorgte nun auch für Rosenthals Schutz. Fortan war es für einen Polizisten schwer, Frank Rosenthal zu verhaften ohne Ärger mit Spilotro zu bekommen.
Rosenthals Ruf in Miami wurde erheblich von seiner Anhörung im Jahr 1961 vor dem Kefauver Crime Committee geprägt, das unter Leitung von Robert F. Kennedy stattfand. Er antwortete nicht einmal auf die Frage, ob er Rechts- oder Linkshänder sei, obgleich die Antwort hierauf kein Geheimnis darstellte, da er seinem Status als Linkshänder seinen Beinamen „Lefty“ verdankte. Insgesamt berief er sich 37-mal auf das „Fifth Amendment“ (Zeugnisverweigerungsrecht der US-amerikanischen Verfassung). Während dieser Anhörung wurde er auch beschuldigt, einen Basketball-Spieler bestochen zu haben. Daraufhin plädierte Rosenthal weder auf schuldig noch auf unschuldig. Das sollte später in den 1970er Jahren bei seinen Casinolizenz-Anhörungen zu Problemen führen.

## Las Vegas

### Anfänge
Als der Druck der Behörden in Miami für Rosenthal im Jahr 1967 zu groß wurde, entschloss er sich, zunächst wieder nach Chicago zurückzukehren. Dort wettete er weiter, platzierte aber seine Sportwetten über das Telefon bei einem Wettbüro in Las Vegas, weil dort bessere Quoten geboten wurden. Nach einigen Wetterfolgen entschied Rosenthal, nach Las Vegas zu ziehen, da er glaubte, er könne dort seinem Geschäft legal ohne Störungen durch die Polizei nachgehen. In Las Vegas ist das Glücksspiel seit den 1930er Jahren legal.
Frank Rosenthal bezog in Las Vegas eine Suite im luxuriösen Kasinohotel Tropicana und begann vom Wettbüro „Rose Bowl Sports Book“ aus, seine Wetten zu platzieren. Doch auch in Las Vegas geriet Rosenthal in Konflikt mit dem Gesetz. Die Polizeibeamten der Stadt machten ihm unmissverständlich klar, dass er nicht erwünscht sei und die Stadt verlassen solle. Mit Hilfe seiner Freunde, darunter Elliot Price, einem leitenden Angestellten des Kasinohotels Riviera, und Eddy Torres, dem CEO des Riviera, gelang es ihm, sich mit der Polizei zu arrangieren.
Seine Arbeit als Handicapper verrichtete er weiterhin äußerst erfolgreich. Er gewann fast jede Wette auf die Wochenendspiele und mit einer einzigen Ausnahme alle Montagsspiele. Inzwischen setzten er und seine anderen Top-Handicapper, Joey Boston und Marty Kane, zwischen 10.000 und 50.000 US-Dollar auf jedes Spiel. In dieser Zeit traf Rosenthal seine spätere Frau Geraldine „Geri“ McGee. Sie war eine Tänzerin im Tropicana und „Chip-Hustlerin“. Als letztere begleitete sie – in der Regel – männliche Personen einen oder mehrere Tage beim Spielen in den Kasinos und erhielt dafür von diesen eine Entlohnung. Rosenthal ging regelmäßig mit ihr aus und verliebte sich. Dies beruhte aber von Beginn an nicht auf Gegenseitigkeit. Geri hing noch immer an ihrem Ex-Liebhaber Lenny Marmor, der zwischenzeitlich als Zuhälter in Los Angeles aktiv war. Daraus machte sie vor Rosenthal kein Geheimnis.
Schließlich konnte Rosenthal Geri trotzdem zu einer Heirat überreden. Am 1. Mai 1969 ließen sie sich im Caesars Palace trauen. Maßgeblich zu Geris Entscheidung beigetragen hatte der Umstand, dass Rosenthal ein Bankschließfach für sie anlegte, das rund 250.000 US-Dollar in bar sowie Schmuck im Wert von über einer Million US-Dollar beinhaltete. Noch im selben Jahr hinterlegte Rosenthal für Notfälle weitere zwei Millionen US-Dollar bar in einer Bank in Los Angeles. Im Jahr 1969 kaufte er für seine Familie ein Haus auf dem Gelände des Las Vegas Country Clubs im Wert von einer Million US-Dollar, das dort noch heute anzufinden ist. 1970 kam Franks und Geris erster Sohn, Steven, zur Welt. 1973 folgte eine Tochter, Stephanie.

### Der Boom der Spielbanken
Im Jahr 1971 wurde Frank Rosenthal erneut wegen illegaler Buchmacherei verhaftet. Er leitete das Wettbüro „Rose Bowl Sports Book“, war ein professioneller „Handicapper“ und lebte mit seiner Frau und seinem Sohn in wohlsituierten Verhältnissen. Seine Ehefrau Geri war jedoch der Meinung, er solle die Dinge etwas langsamer angehen und einen respektablen Job annehmen, was zu dieser Zeit in Las Vegas bedeutete, in einem Casino zu arbeiten. Rosenthal fragte zuerst im Circus Circus an, dann im Tropicana und schließlich im Stardust. Dort fand er aufgrund seiner Beziehung zu Bobby Stella, dem Vizepräsidenten der Spielbank, eine Anstellung. Zum damaligen Zeitpunkt wurde das Kasino von Al Sachs aus Chicago geleitet.
In Wahrheit gehörte das Kasino jedoch dem Chicago Outfit, dessen Leute die Spiel- und Zählräume kontrollierten. Der „Skim“, also die illegale Abschöpfung von Einnahmen, die folglich steuerrechtlich nicht erfasst wurden, wurde an die Bosse des Outfits sowie an die von Kansas City und Milwaukee ausgezahlt. Rosenthal startete seine Laufbahn 1971 als ein Floor man, der vier Blackjacktische überwachte. Dafür bekam er 60 US-Dollar am Tag. In den folgenden Wochen und Monaten machte er sich mit den „in and outs“ (sinngemäß: geht oder geht nicht) des Kasinogeschäfts vertraut. Er lernte, wie man Falschspieler sowie betrügerische Croupiers erkennen konnte und wie das „skimming“ (am.: abschöpfen) funktionierte. Doch das Wichtigste in diesem Geschäft war der Umgang mit den Gästen.

“Give them a free drink and a dream, and they give you their wallets.”

„Gib' ihnen ein Freigetränk und einen Traum, und sie geben dir ihre Brieftaschen.“

1971 wurde Anthony Spilotro ebenfalls nach Las Vegas gesandt. Er nahm dort die vakante Position von Marshall Caifano als „enforcer“ (am.: Durchsetzer) ein. Fortan oblag es erneut speziell Spilotros Aufgabenbereich, Rosenthal vor anderen Mobstern zu beschützen.
Bis heute besteht der Verdacht, dass Rosenthal von Anfang an für die Oberhäupter der Cosa-Nostra-Familien aus Chicago, Milwaukee und Kansas City das Kasino leitete und deren „Skim“ sicherte. In den Jahren bis 1974 änderte er ständig seine Berufsbezeichnung, da es ihm seitens der Behörden wohl nicht erlaubt worden wäre, als ehemaliger Buchmacher ein Kasino zu managen. Er wurde deshalb zum „Food & Beverage Manager“ und später unter anderem zum PR-Manager ernannt, um sich einer Lizenzanhörung zu entziehen. Doch allen Beschäftigten war klar, dass in Wahrheit alle Machtbefugnisse innerhalb des Kasinos in den Händen von Rosenthal lagen. Für sie war „Lefty“ Rosenthal der eigentliche CEO.

### Übernahme durch Allen Glick
Im Jahr 1974 standen das Stardust und das Fremont, das zur selben Gesellschaft wie das Stardust gehörte, zum Verkauf. Als Käufer stellte sich die Argent Corporation von Allen Glick heraus. Dieser hatte 1973 schon das Hacienda erworben. Für die Finanzierung des Kaufs nahm Glick einen Kredit in Höhe von 65 Millionen US-Dollar aus dem Central States Pension Fund in Anspruch. Der Kontakt wurde dabei über offizielle Kanäle der Teamsters-Gewerkschaft zu Frank Balistrieri hergestellt, dem Boss von Milwaukee. Balistrieri kontaktierte anschließend Nick Civella und den Fondsverwalter Roy Williams, welcher schließlich nur noch seine Unterschrift abliefern musste. Dieselbe Form der Finanzierung fand auch beim Kauf der Kasinos Aladdin, Circus Circus, The Sands, Dunes und Tropicana Verwendung.
Im Gegenzug installierten Bosse wie Joseph Aiuppa oder Frank Balistrieri in besagten Kasinos ihre Männer. So repräsentierte insbesondere Frank „Lefty“ Rosenthal fortan den eigentlichen CEO der Kasinos. Dies sorgte für Verärgerung bei Allen Glick, der letztlich nur als Strohmann fungierte und von Frank Balistrieri ausdrücklich instruiert wurde, Rosenthal als CEO der Nevada-Aktivitäten und aller Argent-Objekte einzusetzen. Diese Arbeit war mit einem jährlichen Vertrag über 250.000 US-Dollar dotiert. Für die Cosa-Nostra-Bosse bedeutete dies, dass Rosenthal alle Freiheiten bekommen sollte, die er benötigte, um die Kasinos nach seinen Vorstellungen zu leiten und ihre Interessen durchzusetzen.
Bis Ende des Jahres 1975 setzte Frank Rosenthal einige Neuerungen durch, die bis heute fester Bestandteil von Las Vegas sind. Zuerst warb er die Zauberkünstler Siegfried und Roy vom MGM Grand Hotel ab, indem er ihnen versprach, sie mit einer exklusiven Garderobe auszustatten und ihnen eine Showbühne nach ihren individuellen Vorstellungen zu bauen. Um dieses Angebot zu versüßen, schenkte er dem Zauberduo noch einen silber-grauen Rolls-Royce, den er ursprünglich für seine Frau Geri gekauft hatte. Als Nächstes heuerte er weibliche Blackjack-Dealer an, was zum damaligen Zeitpunkt ein absolutes Novum darstellte und den Gewinn an den Blackjack-Tischen innerhalb eines Jahres verdoppelte. Im Jahr 1975 gelang es Rosenthal, einen Sportwettensaal im Stardust zu errichten und sein ehemaliges „Rose Bowl Sports Book“ auf diese Weise von der Straße in das Kasino zu holen. Diese Geschäftsidee wurde im Laufe der Jahre auf Grund des enormen Gewinnpotentials von jedem Kasino auf dem Strip kopiert.

### Lizenzprobleme
Ende des Jahres 1975 gab Rosenthal der US-amerikanischen Wirtschaftszeitung Business Week ein Interview und erklärte: „Glick is the financial end, but policy comes from my office“ („Glick ist für die Finanzen verantwortlich, aber die Befehle kommen aus meinem Büro“). Diese Aussage erwies sich als problematisch, da sie der Glücksspielbehörde von Las Vegas, die schon seit Jahren versuchte, Rosenthal nachzuweisen, dass dieser ohne die nötige Lizenz das Stardust Hotelkasino leitete, einen handfesten Beweis lieferte. Darüber hinaus hatte Rosenthal einen inkompetenten Mitarbeiter im Hacienda gefeuert, der ein Freund von Pete Echeverria – dem Vorstandsvorsitzenden der Glücksspielbehörde – war.
Anfang 1976 musste Rosenthal sich deshalb einer Lizenzanhörung unterziehen. Die Verhandlung verlief aus seiner Sicht nicht objektiv, da Echeverria und andere Mitglieder der Glücksspielbehörde Rosenthal gegenüber Vorbehalte hatten. Zusätzliche Belastungen für das Verfahren stellten seine Vergangenheit und seine Freundschaft zu Anthony Spilotro dar. Vor Gericht wurde Frank Rosenthal von Oscar Goodman vertreten.
Spilotro hatte sich inzwischen in der Stadt einen Namen gemacht. Obwohl „normale“ Kriminalität in Las Vegas seitens der Cosa-Nostra-Bosse eigentlich untersagt war, um die Abschöpfung der Kasinos nicht zu gefährden, hatte Spilotro ein kriminelles Imperium aufgebaut, das bei Kreditwucherei (Loan-Sharking) begann und auch Hehlerei und professionelle Einbrüche beinhaltete. Spilotro selbst wurde 1976 in das Black Book eingetragen und erhielt damit Hausverbot in sämtlichen Spielbanken von Las Vegas.
Hatte Frank Rosenthal bis dato ohnehin versucht, sich nicht mit Spilotro in der Öffentlichkeit sehen zu lassen, so mied er den öffentlichen Kontakt zu seinem Freund fortan vollständig; insbesondere nachdem am 15. Januar 1976 die Anhörung beendet und Rosenthals Antrag auf eine Lizenz abgelehnt worden war.

### Carl Wesley Thomas
Noch fungierte Spilotro weiterhin als Beschützer von Rosenthal. Als dieser am 29. Januar 1976 sein Büro für Carl Wesley Thomas räumen sollte, der ebenfalls im Interesse der Cosa-Nostra-Bosse aus Chicago, Kansas City und Milwaukee Rosenthals Nachfolge antreten sollte, stand Spilotro weiterhin bereit, aufkommende Probleme im Auftrag der Bosse von ihm abzuwenden.
Carl Wesley Thomas wollte das gesamte illegale Geschäft in den Kasinos unter seine Kontrolle bringen und das „Skimming“ zu seinen Gunsten umstrukturieren. Er entließ daher viele kompetente Mitarbeiter aus den Schlüsselpositionen, die noch von Rosenthal angeheuert worden waren. Aufgrund der noch vorhandenen Lobby von Lefty Rosenthal bzw. dessen Ansehen bei den Bossen in Chicago funktionierte das Vorhaben von Thomas letztlich nicht.
Um auch weiterhin den Einfluss auf das Stardust zu bewahren, gab die Argent Corporation viel Geld aus, um Rosenthals Haus mit dem Kameraüberwachungssystem des Kasinos zu verknüpfen, sodass Rosenthal in der Lage war, weiterhin Befehle zu erteilen.

### Lizenzerteilung
Währenddessen dauerte Rosenthals Kampf um seine Lizenz an. Am 2. Dezember 1976 ordnete der Richter Joseph Pavilowski bei einer weiteren Anhörung an, dass die Argent Corporation Frank Rosenthal wieder einstellen müsse, da Rosenthal bei der vorangegangenen Anhörung nicht alle Rechte eingeräumt worden waren. Der Hintergrund soll jedoch ein anderer gewesen sein: Joseph Pavilowski hatte Frank und Geri 1969 ehelich getraut und Jahre später mit Franks Hilfe die Hochzeit seiner eigenen Tochter im Stardust Hotelkasino organisieren können. Als Pavilowski hörte, dass Rosenthal Probleme vor Gericht hatte, nahm er sich des Falles umgehend an.
Am 3. Dezember 1976 übernahm Frank Rosenthal wieder die Kasinos und änderte seine Berufsbezeichnung abermals in „Entertainment-Director“. Als weiteren Schritt gab er bekannt, eine eigene Show zu moderieren, die im Fernsehen ausgestrahlt werden sollte. Die „Frank Rosenthal Show“ wurde ab April 1977 aus einem Studio in Las Vegas gesendet. Nach einer Zeit war die Sendung so erfolgreich, dass Rosenthal sich entschloss, sie in das Stardust zu verlegen. Ab dem 27. August 1977 wurde daraufhin die erste TV-Show aus einem Kasino live übertragen.
Rosenthal mied weiterhin jeden öffentlichen Kontakt zu Spilotro, um seine neue Lizenz nicht zu gefährden. Dies nahm Spilotro Rosenthal übel. Im Laufe der Jahre 1977 und 1978 wurde ihre Freundschaft schließlich brüchig.

### Das Ende von Argent
Ende 1976 fand eine polizeiliche Untersuchung statt, die im Stardust das aufgeflogene „Skimming“ bei Einnahmen aus den Slot-Machines (Einarmige Banditen) untersuchte. Die Bosse beauftragten Rosenthal, Allen Glick ein Angebot zu unterbreiten: Glick sollte die Bosse entweder mit einer Millionenabfindung ausbezahlen oder selbst als Gesellschafter ausscheiden. Rosenthal sollte in diesem Fall zum „Chairman of the Board“ (Vorstandsvorsitzender) gemacht werden. Zunächst lehnte Glick beides ab.
Das Ende für die Argent Cooperation und das „Skimming“ der Kasinos kam jedoch von einer anderen Seite. Im Jahr 1978 wurde eine Wanze in der Pizzeria „Villa Capri Pizzeria“ in Kansas City angebracht, um Informationen über einen Mord aus dem Jahr 1973 einzuholen. Das Geschäft fungierte als Treffpunkt von Nick Civella, dem Boss in Kansas City, und seinem Underboss Carl DeLuna. Doch anstatt Informationen über den Mord zu erhalten, wurden die lokalen FBI-Agenten Zeugen, wie Civella, DeLuna und andere hochrangige Mitglieder der Familien der Cosa Nostra darüber diskutierten, welches Kasino als Nächstes gekauft werden oder was mit Allen Glick geschehen sollte.
Ende der 1970er Jahre und Anfang der 1980er kam es zu zahlreichen Gerichtsverhandlungen und Verurteilungen bezüglich des „Skimming“ der Las Vegas Kasinos. 1984 wurde Frank Balistrieri, der Boss von Milwaukee, zu 13 Jahren Haft verurteilt. 1986 wurden Joseph Aiuppa, Jackie Cerone, Joseph Lombardo, Angelo LaPietra, Milton J. Rockman und Carl DeLuna wegen der finanziellen Abschöpfung von Kasinos in Las Vegas in Höhe von zwei Mio. US-Dollar verurteilt.  Die Untersuchung der Argent-Gesellschaft trug letztlich auch zur Entdeckung und Zerschlagung anderer „Skim“-Schemen in Las Vegas bei.
Mit dem Ende der Argent Corporation war auch das Aus von Frank Rosenthals Kasinokarriere besiegelt. Rosenthal selbst wurde nie wegen des „Skimming“ angeklagt oder verurteilt und schwieg diesbezüglich bis zu seinem Tod.

## Eheprobleme

### Zweites Kind
Die Ehe mit Geri entwickelte sich zu einem Problem. Der Alkoholismus und die weiter bestehende Verbindung zu Lenny Marmor wurden zur Belastung. Sie kannte Marmor aus ihrer Zeit auf der High School und er war der Vater ihrer Tochter Robin.
Rosenthal unterschätzte das Verhältnis der beiden; noch am Hochzeitsabend hatte Geri mit Marmor telefoniert, um ihm von ihrer Heirat zu berichten. Nach drei Jahren Ehe drohte Rosenthal deshalb die Scheidung an. Rosenthal glaubte, dass ein zweites Kind die Ehe retten könnte, was er Geri mit Hilfe des Anwalts Oscar Goodman 1973 anbot. Das führte zur Geburt von Stephanie Rosenthal. Allerdings wurde die Ehe dadurch nicht stabilisiert. Geri konnte nie die Gefühle zu ihrem dritten Kind aufbauen, wie etwa zu ihrer ersten Tochter Robin oder ihrem Sohn Steven.
Neben dem Alkoholproblem entwickelte Geri eine Tablettenabhängigkeit, was ihr Auftreten und ihr Verhalten unstabil machte. Sie konnte einerseits eine liebevolle und bewundernswerte Frau sein, aber andererseits auch eine launische, unberechenbare und intrigante Persönlichkeit. So eskalierten die Ehestreitigkeiten in den 1970er Jahren zunehmend. Geri war vor der Ehe eine unabhängige Frau gewesen; als Ehefrau von Rosenthal sollte sie nun nach dessen Regeln leben und musste viel Zeit alleine zu Hause verbringen, während ihr Mann seiner Tätigkeit nachging.
Nach einer Scheidung hätten ihr weder der millionenschwere Schmuck noch die gemeinsamen Kinder zugestanden. Geri versuchte öfters, aus diesem goldenen Käfig auszubrechen, und verschwand zeitweise mit den Kindern mehr als zwei Tage. Sie traf sich dann häufig mit Lenny Marmor. Bei einem dieser Treffen überreichte Geri Marmor 25.000 US-Dollar, die sie dem Schließfach einer Bank in Los Angeles entnommen hatte, in dem Frank Rosenthal 2 Mio. US-Dollar für Notfälle gelagert hatte.
An einem Abend des Jahres 1978 eskalierte ein Streit und Geri entnahm einem Schrank eine Pistole. Erst das Eintreffen der Kinder beendete den Kampf um die Waffe, da Geri aufgab und Frank Rosenthal in den Besitz der Waffe kam.
Bereits am Folgetag des Kampfes um die Waffe hatte Rosenthal ein Telefongespräch seiner Frau mitgehört, bei dem diese betrunken in den Hörer sprach: „You've got to help me kill this motherfucker“ (am: Du musst mir helfen, diesen miesen Typ umzubringen).

### Affäre mit Anthony Spilotro
Etwa Ende des Jahres 1979 entdeckte Rosenthal, dass seine Frau eine Affäre mit Anthony Spilotro angefangen hatte.
Auf die Spur von Spilotro kam Rosenthal, als er das Autotelefon seiner Frau anwählte und die verstellte Stimme von Spilotro am anderen Ende erkannte. Als Rosenthal seine Frau bei weiteren Lügen ertappte und zur Rede stellte, gestand diese, dass die Affäre mit Spilotro schon ein Jahr andauerte.
Rosenthal realisierte sofort die Dimension der Problematik und versuchte seiner Frau zu erklären, dass Spilotro niemals wissen dürfe, dass ihm die Affäre nun bekannt sei. Für die Bosse der Cosa Nostra waren Frauen anderer Mobster und Assoziierter absolut tabu; Vergehen dagegen wurden mit dem Tode bestraft. Spilotro konnte sich also genötigt sehen, das Problem durch Mord an den Rosenthals zu lösen.

### Die Scheidung
Am 8. September 1980 saßen Frank Rosenthal und sein Kasino-Manager Murray Ehrenberg in Rosenthals Haus, als Geri von einem Wochenendausflug zurückkehrte. Sie rammte das Garagentor und danach das Auto von Rosenthal, welches in der Garage stand. Ein lautstarker Streit begann und Nachbarn verständigten die Polizei. Frank rief Nancy Spilotro herbei, welche als beste Freundin versuchen sollte, die Situation zu entschärfen.
Als Nancy eintraf, richtete Geri eine Schusswaffe auf ihren Ehemann, welche Nancy ihr aber abnehmen konnte. Anschließend bat Geri einen der Polizisten, sie ins Haus zu begleiten, während Frank vor der Tür warten musste. Geri nahm währenddessen den Schlüssel für das Bankschließfach an sich, in dem Schmuck und ca. 250.000 US-Dollar für sie zurückgelegt waren. Geri gelang es außerdem die Polizisten zu überreden, sie zur Bank zu eskortieren. Frank und Ehrenberg fuhren den beiden Autos hinterher, konnten jedoch nichts unternehmen, als Geri das Schließfach öffnete, da es auf ihren Namen angemeldet war, und mit dem Geld davonfuhr.
Drei Tage später, am 11. September 1980, reichte Frank Rosenthal endgültig die Scheidung ein. Geri konnte das Geld, den Schmuck und das Auto behalten, während Frank das Haus, sein komplettes Vermögen und die Kinder zugesprochen bekam.
In den Jahren 1981 und 1982, nachdem Frank aus dem Kasinogeschäft ausgeschieden war, weil die Argent-Kasinos verkauft worden waren, betätigte er sich zunächst wieder als „Handicapper“.
Am 4. Oktober 1982 wurde ein Bombenattentat auf ihn ausgeübt. Als Frank Rosenthal gegen Abend das Steakhaus „Tony Roma's Restaurant“ in Las Vegas verließ und sein Auto startete, traten kleine Flammen aus dem Belüftungssystem des Wagens aus. Er konnte sich aus dem Fahrzeug retten, bevor wenige Sekunden später die am Heck des Wagens angebrachte Bombe explodierte.
Seine Ex-Frau Geri sah er nur noch an den Geburtstagen seiner Kinder. Ihre zunehmenden Probleme durch Alkohol- und Drogensucht waren dabei offensichtlich. Am 6. November 1982 starb Geri an einer Überdosis in einem Motel in Los Angeles. Frank und seine zwei leiblichen Kinder waren bei der Beerdigung nicht anwesend.
Frank Rosenthal nahm das Bombenattentat als Warnung auf und verließ Las Vegas einige Monate später. Im Jahr 1983 zogen er und seine zwei Kinder von Las Vegas nach Kalifornien.

## Die Jahre nach Las Vegas
Rosenthal zog nach Laguna Niguel, Kalifornien, wo er in einem 375.000 US-Dollar teuren Haus lebte. Er war auch weiterhin als Handicapper tätig, konzentrierte sich aber auch immer mehr auf das Leben seiner Kinder. Seine Tochter Stephanie war eine sehr gute Schwimmerin, die fast die Qualifikation für die Olympischen Spiele 1984 geschafft hätte.
Am 30. November 1988 wurde sein Name ins „Black Book“ der „Nevada Gaming Commission“ eingetragen. Wegen seiner Verbindungen zum organisierten Verbrechen wurde er in Nevada zu einer Persona non grata erklärt.
Ende der 1980er Jahre zog Frank Rosenthal mit seinen zwei Kindern nach Boca Raton, Florida, wo er auf einem Anwesen an einem Golfplatz wohnte. Er betätigte sich weiterhin im Sportwettenbereich, allerdings nur noch als Spieler und nicht mehr als Handicapper. In den 1990er Jahren half er seinem Neffen in Miami, eine Bar namens „Croc's“ zu betreiben. Er war auch wieder als Berater für große Kasinos gefragt, die nicht in Las Vegas ansässig waren. Ab Ende der 1990er Jahre betrieb er zudem seine eigene Webseite, auf der er auch Wetttipps abgab.
Zuletzt lebte er in Miami Beach, Florida, wo er ein Apartment im luxuriösen Fontainebleau Tower besaß. Er starb am 13. Oktober 2008 an einem Herzinfarkt.

## Adaptionen
1995 drehte Martin Scorsese seinen Film Casino nach einem Buch von Nicholas Pileggi, welches auf Rosenthals Karriere in Las Vegas basiert. Rosenthal wurde von Robert De Niro in der Rolle des Sam „Ace“ Rothstein verkörpert.